# Made in Bangladesh
Pour plus de détails, voir Fiche technique et Distribution.
Made in Bangladesh est un film bangladais réalisé par Rubaiyat Hossain, sorti en 2019.

## Synopsis
À la suite d'un incendie dans l'usine de textile dans laquelle elle travaille à Dacca, Shimu, 23 ans, décide de fonder un syndicat pour défendre les ouvrières.

## Fiche technique
- Titre : Made in Bangladesh
- Réalisation : Rubaiyat Hossain
- Scénario : Philippe Barrière et Rubaiyat Hossain
- Musique : Mayeen Uddin Rehman et Tin Soheili
- Photographie : Sabine Lancelin
- Montage : Sujan Mahmud et Raphaëlle Martin-Holger
- Production : François d'Artemare et Ashique Mostafa
- Société de production : Les Films de l'Après-Midi, Khona Talkies, Beofilm et Midas Filmes
- Société de distribution : Pyramide Distribution (France)
- Pays de production :  Bangladesh,  France,  Danemark et  Portugal
- Genre : Drame
- Durée : 95 minutes
- Date de sortie : 
  - France : 4 décembre 2019

## Distribution
- Shahana Goswami : Nasima
- Mita Rahman : la mère de Moyna
- Momena Chowdhury : l'officier du ministère du travail
- Novera Rahman : Daliya
- Shatabdi Wadud : Reza
- Mostafa Monwar : Sohel
- Reekita Nondini Shimu : Shimu Akhtar
- Mayabi Rahman : Tania
- Deepanwita Martin : Reshma
- Sayem Rahmaan : Sayem
- Parvin Paru : Maya
- Samina Lutfa : Farzana
- Sajed Hossein : Imran
- Wahida Mollick Jolly : Rahima

## Distinctions
Le film a été présenté dans plusieurs festivals. Il a reçu le prix pour la paix au Festival international du film de Tromsø, a été présenté en sélection officielle en compétition au Festival international du film de Toronto et au Festival international du film de Stockholm et a obtenu trois prix au Festival international du film d'Amiens (prix CMCAS, prix spécial du jury fiction et prix du public).